# Чумак Анатолій Андрійович
Чумáк Анатолій Андрійович (нар. 1946)— український медик, доктор медичних наук, професор, член-кореспондент Національної академії медичних наук України (2021), заступник генерального директора з наукової роботи, директор Інституту клінічної радіології ДУ «Національний науковий центр радіаційної медицини НАМН України», провідний науковий співробітник Інституту біохімії імені О. В. Палладіна, заслужений діяч науки і техніки України (2006), лауреат державної премії України в галузі науки і техніки (2010).

## Життєпис
Народився 2 жовтня 1946 року в селі Червоне Кобеляцького району Полтавської області. Спершу навчався в Чорбівській восьмирічній школі, згодом вступив до Кременчуцького медичного училища, яке у 1965 закінчив з відзнакою. У 1971 році закінчив лікувальний факультет Київського медичного інституту за спеціальністю «Лікувальна справа» із відзнакою, а в 1974 аспірантуру в Київському науково-дослідному інституті туберкульозу і грудної хірургії ім. Ф. Г. Яновського.
З 1965 по 1966 рік працював фельдшером на пункті невідкладної допомоги Печерської лікарні № 1 м. Києва.
У 1974 р. захистив дисертацію на здобуття наукового ступеню кандидата медичних наук за спеціальністю «Алергологія та імунологія», а в 1984 році отримав ступень доктора медичних наук.
З 1974 працював в Київському науково-дослідному інституті туберкульозу і грудної хірургії ім. Ф. Г. Яновського аспірантом, молодшим та старшим науковим співробітником відділу імунології, вченим секретарем інституту. З 1984 по 1987 — завідувач відділу перспективного планування і проблем управління медичною наукою в Київському науково-дослідному інституті загальної і комунальної гігієни ім. О. М. Марзеєва. З 1987 — в Національному Науковому Центрі Радіаційної Медицини НАМНУ: завідувач лабораторії, завідувач відділу координації, директор Інституту клінічної радіології. З 1984 по 1987 — заступник голови вченої медичної ради МОЗ України.
У 1994 році отримав звання професора за спеціальністю «Імунологія та алергологія». Паралельно з науковою роботою викладав в Університеті ім. Тараса Шевченка, Національному авіаційному університеті та Університеті «Україна».
16 вересня 2021 року за результатами таємного голосування на Загальних зборах Національної академії медичних наук України був обраний членом-кореспондентом НАМН України у відділення теоретичної та профілактичної медицини за спеціальністю радіаційна імунологія.

### Наукова робота та винаходи
Автор понад 500 наукових праць з імунології, радіаційної медицини, а також співавтор 37 монографій. Учасник понад 60 міжнародних та регіональних конференцій.
Запатентовано його винаходи — в складі авторських колективів:

#### Монографії
- Чумак, Анатолій Андрійович; Базика, Димитрій Анатолійович; Абраменко, Ірина Вікторівна; Бойченко, Павло Костянтинович (1996/2005). Цитомегаловирус, радиация, иммунитет (рос.). Київ. с. 134.[5]

## Особисте життя
Одружений, має трьох дітей. Володіє англійською та французькою мовами.

## Нагроди
- Медаль «За трудову відзнаку» (1981)
- Медаль «У пам'ять 1500-річчя Києва» (1982)
- Медаль «За трудову доблесть» (1986)
- Грамотою Президії Верховної Ради УРСР за участь в ліквідації наслідків аварії на ЧАЕС (1986)
- Почесне звання «Заслужений діяч науки і техніки України» (2006)
- Державна премія України у галузі науки і техніки (2010)

## Почесні відзнаки
- Почесний громадянин Кобеляцького району Полтавської області (2006)